# 上海市徐汇区世界小学
上海市徐汇区世界小学是上海市的一所历史悠久的小学。

## 校史
该校前身是创办于1936年的世界学校。1936年，世界学校成立，李石曾、张静江、蔡元培、吴稚晖任校董，陶玄任首任校长。1946年夏，世界学校开办高中。1950年，该校更名为上海市常熟区私立世界学校。1956年2月，上海市人民政府决定将上海市所有中小学及幼儿园改为公立，私立世界小学遂更名为徐汇区淮海中路第二小学。2008年10月18日，该校更改校名为上海世界小学。

## 知名校友
- 高锟，2009年诺贝尔物理学奖获得者。
- 陈厚，香港50-60年代电影男演员，喜剧圣手。
- 葛兰，香港五六十年代女演员，时代曲女歌手。
- 郑佩佩，一代打女，武侠影后。